# 湯姆森鎮區 (密蘇里州蘇格蘭縣)
湯姆森鎮區（英語：Thomson Township）是位於美國密蘇里州蘇格蘭縣的一個行政鎮區。

## 地方資料
湯姆森鎮區的面積為112.34平方千米，當中陸地面積為111.71平方千米，而水域面積為0.63平方千米。根據2020年美國人口普查的數據，當地共有人口261人，而人口密度為每平方千米2.32人。